# Gérald Bataille
Pour les articles homonymes, voir Bataille (homonymie).
Joseph Gérald Bataille, couramment appelé Gérald Bataille (ou encore Pasteur Gerald Bataille), né le 8 janvier 1954 aux Cayes et mort le 11 septembre 2023 à Port-au-Prince, est un pasteur chrétien évangélique, agent de développement, responsable d'école et leader communautaire haïtien.

## Biographie
Gérald Bataille naît le 9 janvier 1954 dans le département du Sud de Haïti, à Fond-Frède (Cayes) dans une famille non-chrétienne. Sous l’influence d’un ami, et malgré l’opposition de ses parents, il se converti à l’âge de 15 ans, se fait chasser du foyer familial.  
En 1975, il rencontre Clertude Bacourt et l’épouse le 21 août de la même année. 

### Ministère
Il devient un pasteur évangélique  populaire, suscitant des rivalités au sein même de sa communauté. Ce qui l’amène à fonder sa propre église : l’église de Dieu des Premiers Chrétiens, exerçant son ministère au niveau national en Haïti. Il fonde l’université Yaveh Nissi, ainsi qu’ une radio FM du même nom. 

### Politique
Il a également une activité politique, dénonçant les dérives autoritaires du pouvoir en place pendant la crise haïtienne de 2017-2023, et s’opposant au président Jovenel Moïse. Il est un temps inquiété à la suite de son implication présumée dans l’assassinat de ce dernier en juillet 2021. Il est toutefois mis hors de cause après son audition. 
Gérald Bataille est marié deux fois et père de huit enfants. Il meurt le 10 septembre 2023 à l’hôpital Bernard Mevs de Port-au-Prince, des suites de malaises liés à son diabète, à l’âge de 69 ans.